# Schweizer Filmpreis 2025
Die 28. Verleihung der Schweizer Filmpreise fand am 21. März 2025 im Bâtiment des Forces Motrices in Genf statt. Ausgezeichnet wurden Filme des Jahres 2024. Die Nominationen wurden im Januar 2025 im Rahmen der Solothurner Filmtage bekanntgegeben.
Die meisten Nominierungen, in sechs Kategorien, erhielt der Film Der Spatz im Kamin von Ramon Zürcher, danach folgen Hundschuldig (Le procès du chien) von Lætitia Dosch und E.1027 – Eileen Gray and the House by the Sea von Beatrice Minger und Christoph Schaub mit jeweils vier Nominationen.
Für den Schweizer Filmpreis 2025 waren insgesamt 106 Filme zugelassen, die Filme wurden von den rund 500 Mitgliedern der Schweizer Filmakademie gesichtet und beurteilt. Das Eidgenössische Departement des Innern wählte eine fünfköpfige Kommission aus den Mitgliedern der Schweizer Filmakademie, diese sprachen die Nominationen basierend auf den Empfehlungen der Akademiemitglieder aus. Jurypräsidentin war Annina Hasler, die Nominierungskommission setzte sich aus den Akademiemitgliedern Gabriella de Gara, Stéphane Kuthy, David Rhis, Annina Wettstein und Hans Jürg Zinsli zusammen.
| Film                                          | Nominierungen | Auszeichnungen |
| --------------------------------------------- | ------------- | -------------- |
| Der Spatz im Kamin                            | 6             | 2              |
| Hundschuldig                                  | 4             | 1              |
| E.1027 – Eileen Gray and the House by the Sea | 4             | 0              |
| Friedas Fall                                  | 3             | 1              |
| Reinas – Die Königinnen                       | 3             | 1              |
| Landesverräter                                | 2             | 0              |
| Les paradis de Diane                          | 2             | 1              |
| Riverboom                                     | 2             | 1              |

## Preisträger und Nominierte

### Bester Spielfilm
- Klaudia Reynicke für Reinas – Die Königinnen
  - Ramon Zürcher für Der Spatz im Kamin
  - Lætitia Dosch für Hundschuldig (Le procès du chien)
  - Jan Gassmann und Carmen Jaquier für Les paradis de Diane
  - Claude Barras für Sauvages

### Bester Dokumentarfilm
- Simon Baumann für Wir Erben
  - Yvann Yagchi für Avant il n'y avait rien
  - Christoph Schaub und Beatrice Minger für E.1027 – Eileen Gray and the House by the Sea
  - Claude Baechtold für Riverboom
  - Nicole Vögele für The Landscape and the Fury

### Bester Kurzfilm
- Elena López Riera für Las novias del sur
  - Christine Wiederkehr für 7 Fois
  - Alan Sahin für Im Stau
  - Naomi Pacifique für Looking She Said I Forget
  - Michèle Flury für Waking Up In Vegas

### Bester Animationsfilm
- Samuel Patthey für Sans Voix
  - Michael Frei für Long Distance
  - Delia Hess für On Hold

### Bestes Drehbuch
- Ramon Zürcher für Der Spatz im Kamin
  - Lætitia Dosch für Hundschuldig (Le procès du chien)
  - Klaudia Reynicke für Reinas – Die Königinnen

### Beste Darstellerin
- Laetitia Dosch in Hundschuldig (Le procès du chien)
  - Julia Buchmann in Friedas Fall
  - Luna Wedler in Jakobs Ross

### Bester Darsteller
- David Constantin in Tschugger – Der lätscht Fall
- Dimitri Krebs in Landesverräter
  - Stefan Merki in Friedas Fall

### Beste Nebenrolle
- Rachel Braunschweig in Friedas Fall
  - Stefan Gubser in Landesverräter
  - Paula Schindler in Der Spatz im Kamin

### Beste Filmmusik
- Marcel Vaid für Les paradis de Diane
  - Balz Bachmann für Der Spatz im Kamin
  - Peter Scherer für E.1027 – Eileen Gray and the House by the Sea

### Beste Kamera
- Gabriel Sandru für Electric Child
  - Ramòn Giger für E.1027 – Eileen Gray and the House by the Sea
  - Gabriel Lobos für The Shameless

### Beste Montage
- Kevin Schlosser für Riverboom
  - Ramon Zürcher für Der Spatz im Kamin
  - Gion-Reto Killias für E.1027 – Eileen Gray and the House by the Sea

### Bester Ton
- Ramon Zürcher, Peter von Siebenthal und Balthasar Jucker für Der Spatz im Kamin
  - Vuk Vukmanovic und Xavier Lavorel für Hundschuldig (Le procès du chien)
  - Carlos Ibañez Diaz und Riccardo Studer für Reinas – Die Königinnen

### Bester Abschlussfilm
- Mégane Brügger für Maman danse
  - Aulona Selmani für And the Wind Weeps
  - Carlo Kohal für Vracht

### Spezialpreis der Akademie
- Oliver Keller (Stuntman)
- Bon Schuur Ticino

### Ehrenpreis
- Barbet Schroeder und Bulle Ogier[3]